# Никола Коперник
Никола Коперник (лат. Nicolaus Copernicus, пољ. Mikołaj Kopernik, у младости  ; Торуњ, 19. фебруар 1473 — Фромборк, 24. мај 1543) је био пољски астроном, математичар, правник, лекар и економиста, први научник који је формулисао хелиоцентрични модел свемирских тела. Он је припадао реду исусоваца.
Од 1491. до 1494. године студирао је теологију, математику, медицину и астрономију у Кракову. Од 1496. до 1504. године студирао је канонско право (Универзитет у Болоњи), астрономију (Јагелонски универзитет, Краков) и медицину у Италији. После је био до 1512. године лекар и секретар свом ујаку, вармијском бискупу (Вармија, пољска црквена кнежевина на ушћу Висле), онда до краја свог живота је био свештеник у Фромборку, где је на једној кули тврђаве, која је окруживала цркву, уредио опсерваторију (Коперников торањ) с које је посматрао небеска кретања. На темељу тих посматрања, а и резултата до којих је дошао, написао је дело О кружењима небеских сфера (лат. De revolutionibus orbium coelestium) у 6 књига, објављено у Нирнбергу 1543. године, непосредно пред смрт. Ово дело је било револуционарна прекретница у астрономији, те је било подстицај капиталних открића Кеплера и Њутна.
Коперников или хелиоцентрични систем заснива се на тврдњама да се Земља окреће око своје осе и да кружи око Сунца. Ове тврдње су ускоро биле прихваћене у научним круговима, али су уједно изазвале узбуну у круговима Католичке цркве, па је папа 1616. ово Коперниково дело забранио, тј. ставио на Списак забрањених књига, све до 1822. године. Ваља рећи и да су и протестантске цркве (нпр. калвинизам) биле против хелиоцентричног система, а да га је и одбацивао немали део научника тога доба (нпр. Френсис Бекон) због корелације с мерењима која није, у то доба, била боља од геоцентричног или Птолемејевог система.
Никола Коперник покопан је у катедрали у Фромборку на северу Пољске. Међутим, све до 2005. године тачно место његовог укопа није било познато, а те године га је утврдио археолог Јерзи Гасовски, што је касније и потврђено идентификацијом. Дана 23. маја 2010. Коперник је поновно покопан у истој катедрали, али уз заслужену свечаност и на познатом месту.

## Коперников систем
Никола Коперник је на самом крају свога живота објавио дело О кружењима небеских сфера (лат. De revolutionibus orbium coelestium) у којем заговара хелиоцентрични модел свемира, тј. онај у којем је Сунце, а не Земља, постављена у његово средиште. Коперник је променио и календар због померања пролетне тачке услед прецесије (померања Земљине обртне осе). Такође, утврђује постојање троструког кретања Земље: њену ротацију око осе, револуцију (кретање Земље око Сунца) и прецесију Земљине осе. Остале се планете, сматра Коперник, крећу по кружницама око Сунца, а Месец не сматра планетом. Иако је избегао прогон и инквизицију, јер му је капитално дело штампано пред крај живота, његово дело распламсало је жестоке расправе, сукобе и промене.
Никола Коперник је био врстан математичар и посматрач. Хелиоцентрични систем је приказао као математички заокружену и утемељену теорију, која се оправдала резултатима посматрања. Изведене таблице кретања планета и Месеца веома су се тачно остваривале. Коперник је раскинуо са суштином Птоломејевог геоцентричног система. Земљу је сврстао у једнаки ред с другим планетама. Урадио је то тако што је у представи Птолемејевог система заменио места Земље (заједно с Месечевом стазом) и Сунца. Земља је трећа по реду планета у систему у коме  средишње место заузима Сунце (Сунчев систем). Звезде су одмакнуте на врло велике даљине. С редоследом планета повезана су и кретања. Дневно кретање неба растумачено је обртањем Земље око властите осе, а годишње кретање неба и Сунца обилажењем Земље око Сунца. Постојало је и треће кретање, прецесијско кретање Земљине осе које је много лакше уградити у тај систем него у геоцентрични, али које сам Коперник није до краја схватио.
Тврдњама старогрчких филозофа да гломазна Земља мора бити непокретна супротстављене су противтврдње исте нарави: ако се Земља не би могла кретати око Сунца, како би се тек онда могла кретати бесконачна сфера звезда око мале Земље. Коперниково доба разликовало се од античког у схватању физичких појава, па је Коперник могао исправно тврдити да је тежина узрок да небеска тијела имају облик кугле.
Формална обрада коју је Коперник дао систему не разликује се много од обраде Птолемејевог геоцентричног система (тиме је нови систем лакше и прихваћен). Задржана су кружна кретања планета, с епициклусима и деферентима. Коперник је за све планете утврдио да је полупречник епициклуса три пута мањи од размака Сунца и центра деферента. Број кружница није Коперниковим захватом битније смањен, од 80 на 34, но и таквим је начином успео да математички оправда хелиоцентрични систем унутар тачности којом су тада вршена опажања. Осим тога, хелиоцентрични систем има знатне предности у односу на геоцентрични. Тако је Коперник успео да изведе средње удаљености планета од Сунца, мерене Земљином средњом удаљеношћу. Стварну удаљеност Земље од Сунца, Коперник није познавао тачније од Клаудија Птолемеја.

### Одређивање средњих удаљености планета
Коперник је располагао методом којом се одређују средње удаљености планета од Сунца, мерене средњом удаљености Земље. Метода је доста једноставна с обзиром на унутрашње планете ближе Сунцу. Угао највеће елонгације (највећи угаони отклон планета од Сунца) директно је повезан с удаљеношћу планета од Сунца и удаљеношћу Земље од Сунца. Тангента на путању планета повучена са Земље показује смер у којем је планета највише отклоњена од Сунца. Како је у случају кружнице тангента вертикална на њен полупречник, то је троугао Земља – планета – Сунце правоугаон, па вреди:
{\displaystyle a=a_{Z}sin\vartheta \,}
где је: a - средња удаљеност унутрашње планете од Сунца,  - средња удаљеност Земље од Сунца и ϑ – угао највеће елонгације.
Ако планетске стазе нису кружнице с центром у Сунцу, односно уопште нису кружнице, највећа ће елонгација зависити од дела стазе који дотиче тангента. Из више мерених највећих елонгација одређује се средња удаљеност унутрашње планете од Сунца a помоћу удаљености Земља – Сунце  као мерном јединицом.
Да би се одредиле средње удаљености спољашњих планета (које су удаљеније од Сунца у односу на Земљу), мора се изменити улога Земље и планета. Значи, треба наћи угао највеће елонгације под којим би посматрач с неке друге планете видео Земљу. Задатак се решава у начелу једнако као и за унутрашње планете, мада с много сложенијом геометријском анализом, а Коперник ју је спровео на темељу података којима је располагао.
Таблица испод показује Коперникове и данашње резултате (основа је удаљеност Земље од Сунца ):
| Однос   | Коперник | Данас |
| ------- | -------- | ----- |
| Меркур  | 0.376    | 0.387 |
| Венера  | 0.7196   | 0.723 |
| Марс    | 1.52     | 1.524 |
| Јупитер | 5.217    | 5.203 |
| Сатурн  | 9.184    | 9.54  |

### Одређивање сидеричких година
У новом хелиоцентричном систему требало је увести нову астрономску величину, а то је звездана или сидеричка година. Синодичка година је опходно време у којем се понови исти положај планета и Земље у односу на Сунце, дакле раздобље понављања истих положаја тих трију тела, и непосредно се мери као особина привидног планетског кретања. Због Земљиног кретања око Сунца, сидерички и синодички периоди небеских тела се разликују. Дакле синодичка година не преставља само особину неке планете, већ зависи и од тога како се Земља креће око Сунца. Сидеричка година је време опхода планета око Сунца у координатном систему који је везан за далеке звезде, а центар има у Сунцу. Такав је период истинска физичка величина која припада само планети. С друге стране сидеричка година се не може мерити директно, па је неопходно да се рачунски одреди.
Претпоставимо да се планете крећу сталним брзинама по кружници (види слику десно). Замислимо унутрашњу планету (нпр. Венеру) у доњој конјукцији (положај 1) и пратимо њено кретање и кретање Земље око Сунца, све до тренутка идуће доње конјукције. Планета се налази на краћој стази и креће се брже, па ће превалити пуни угао и још угао A до поновне доње конјукције (положај 2). До тог положаја протекла је једна синодичка година планете S. Земља се у исто време S путањом помакла само за угао A, а за властиту сидеричку годину Z имала би да превали пун угао. Том тврдњом исказали смо однос:
{\displaystyle {\frac {A}{360^{o}}}\,=\,{\frac {S}{Z}}\!}
Угао од 360° планета прелази у својој сидеричкој години P. Угао 360° + A планета је прешла за време синодичке године, а сам угао A прешла је за време које је једнако разлици синодичке и сидеричке године. Тиме је изражен однос:
{\displaystyle {\frac {A}{360^{o}}}\,=\,{\frac {S-P}{Z}}\!}
Изједначе ли се десне стране тих односа, излази за доње или унутрашње планете:
{\displaystyle {\frac {1}{P}}\,=\,{\frac {1}{Z}}\,+\,{\frac {1}{S}}\!}
где је:  - сидеричка година унутрашње планете;  - сидеричка година Земље;  - синодичка година унутрашње планете.
За израчунавање сидеричке године спољашњих (горњих) планета треба да у једначини заменимо места Земље и планета. Оно што је Земља за унутрашњу планету, то је спољашња планета за Земљу. Тада се добија за горње или спољашње планете:
{\displaystyle {\frac {1}{P}}\,=\,{\frac {1}{Z}}\,-\,{\frac {1}{S}}\!}
где је:  - сидеричка година спољашње планете;  - сидеричка година Земље;  - синодичка година спољашње планете.
Синодичка година у тим односима је средња синодичка година. Иначе се време између два иста размештаја Земље, планета и Сунца мења због издужености стаза и кретања планета с неједнаком брзином по стази.
| Планета | Синодичка година | Сидеричка (звездана) година |
| ------- | ---------------- | --------------------------- |
| Меркур  | 115.9 дана       | 88 дана                     |
| Венера  | 583.9 д          | 224.7 д                     |
| Земља   | -                | 365.26 д                    |
| Марс    | 780 д            | 687 д                       |
| Јупитер | 399 д            | 11.86 година                |
| Сатурн  | 378 д            | 29.46 г                     |
| Уран    | 370 д            | 84.01 г                     |
| Нептун  | 367.5 д          | 164.8 г                     |
| Плутон  | 366.7 д          | 247.7 г                     |

## Комеморација

### Коперницијум
Дана 14. јула 2009. је за hemiјски element 112 (привремено назван унунбијум) предложено Међународној унији за чисту и примењену хемију да његово перманентно име буде „коперницијум“ (симбол Cn). На 537. годишњицу његовог рођења званично име је објављено.